# Lamborghini Gallardo
Lamborghini Gallardo  je supersportovní automobil vyráběný automobilkou Lamborghini. Gallardo je dnes nejvyráběnější model automobilky, díky prodeji přes 5000 kusů za první tři roky. Každé auto stojí okolo $ 180 000 až $ 210 000. Pojmenované je po slavném plemeni bojovného býka.

## Historie

### Představení
Gallardo se představilo na autosalonu v Ženevě roku 2003 jako menší a levnější alternativa k modelu Lamborghini Murciélago. Model s pohonem všech kol, hliníkovou konstrukcí, hmotností 1430 kg, desetiválcem 4961 cm3 o výkonu 365 kW a maximální rychlostí 309 km/h se měl začít vyrábět ve větších sériích než Murciélago a stát se konkurentem Ferrari 360 Modena.
Záměr automobilky se podařil, již v roce 2005 bylo na světě 3000 automobilů této modelové řady. Gallardo se tak stalo nejprodávanějším modelem automobilky Lamborghini, překonalo Lamborghini Diablo s 2903 prodanými kusy. Následující rok (2006) se italské automobilce podařilo prodat 2086 kusů, Lamborghini tak oslavilo další jubileum, 5000 vozů Gallardo.
Pro modelový rok 2006 přišla automobilka s mnoha technickými změnami, výkon motoru byl zvýšen dokonce na 382 kW.

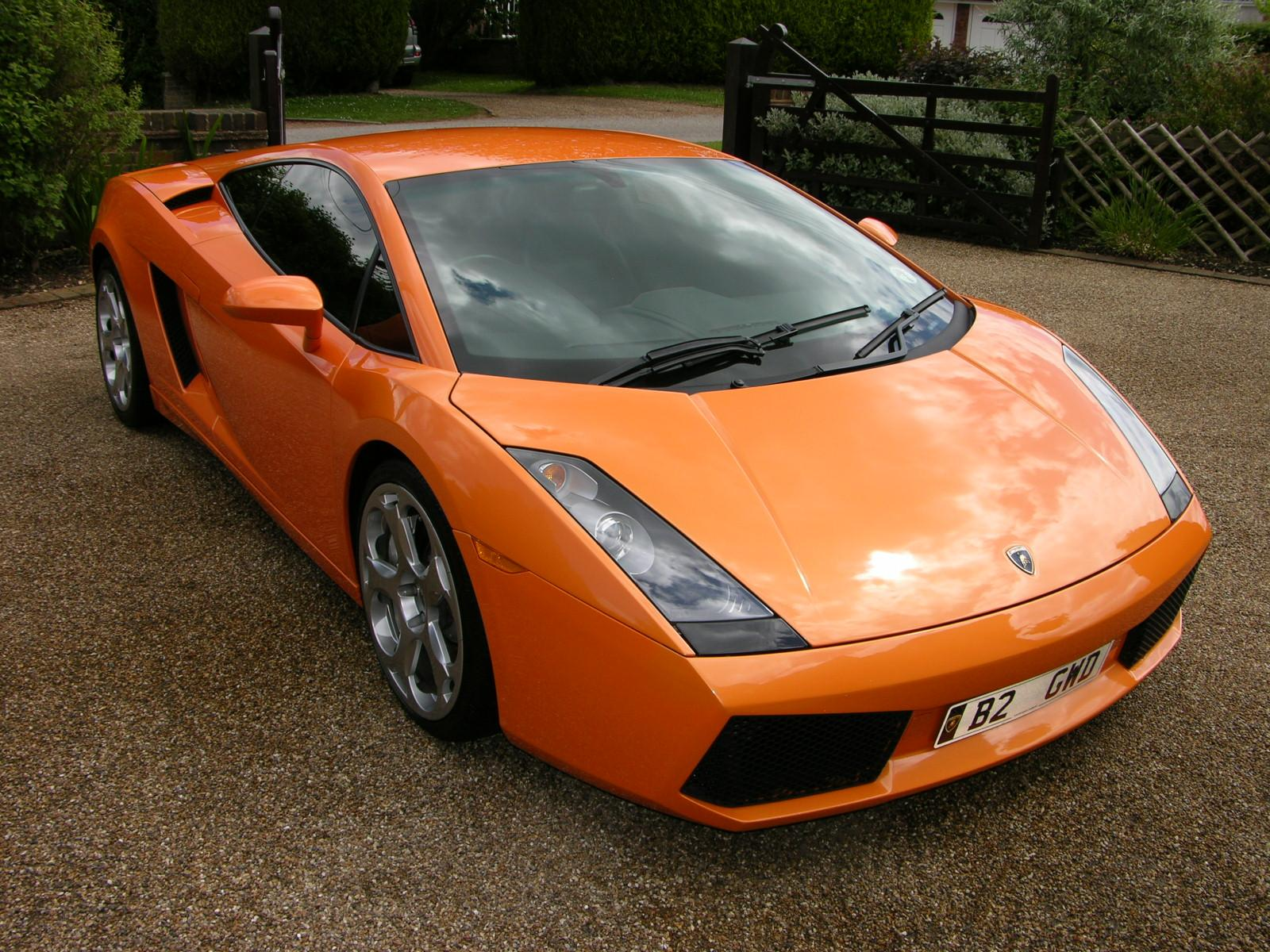
Lamborghini Gallardo
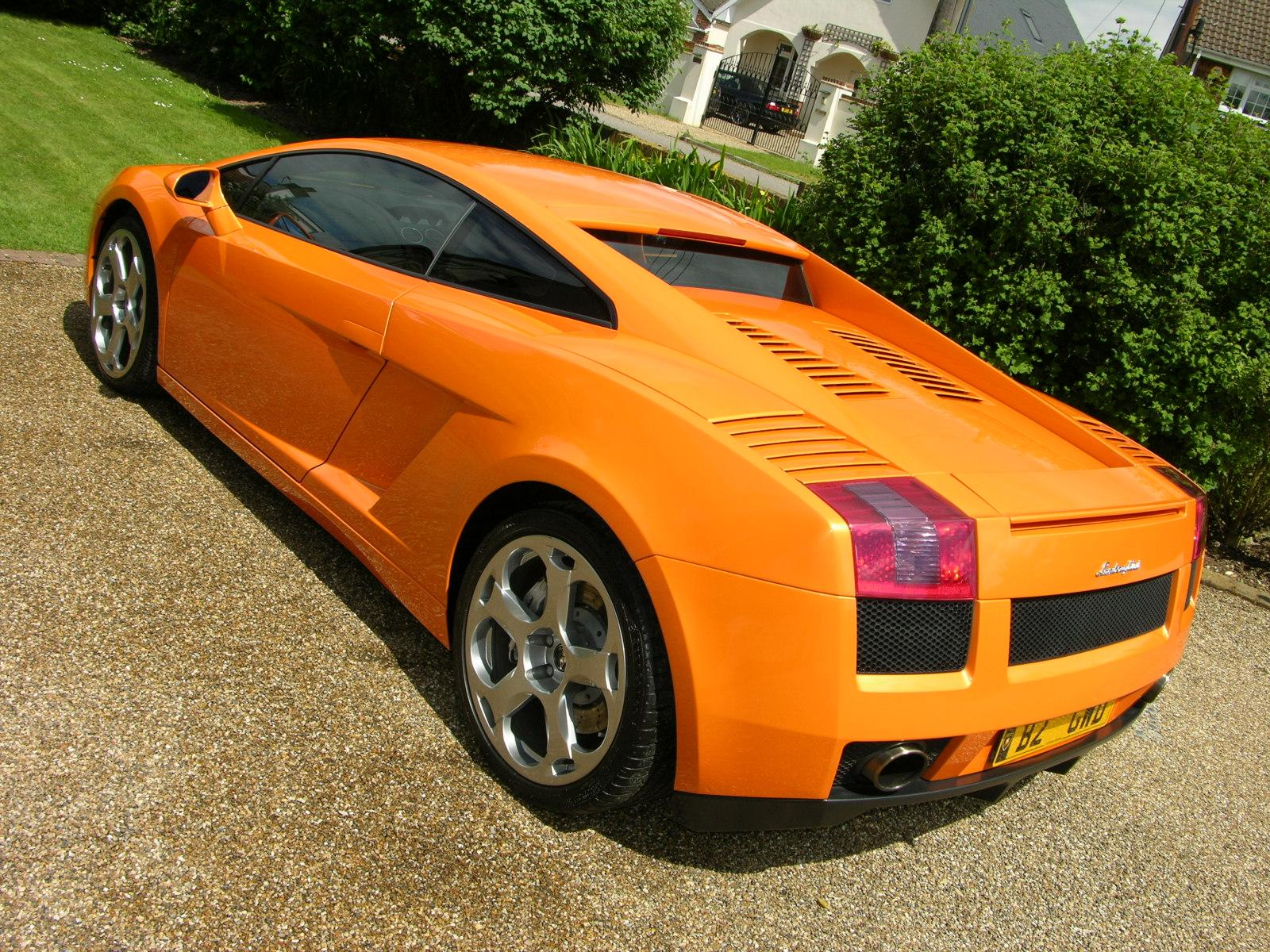
Lamborghini Gallardo zezadu
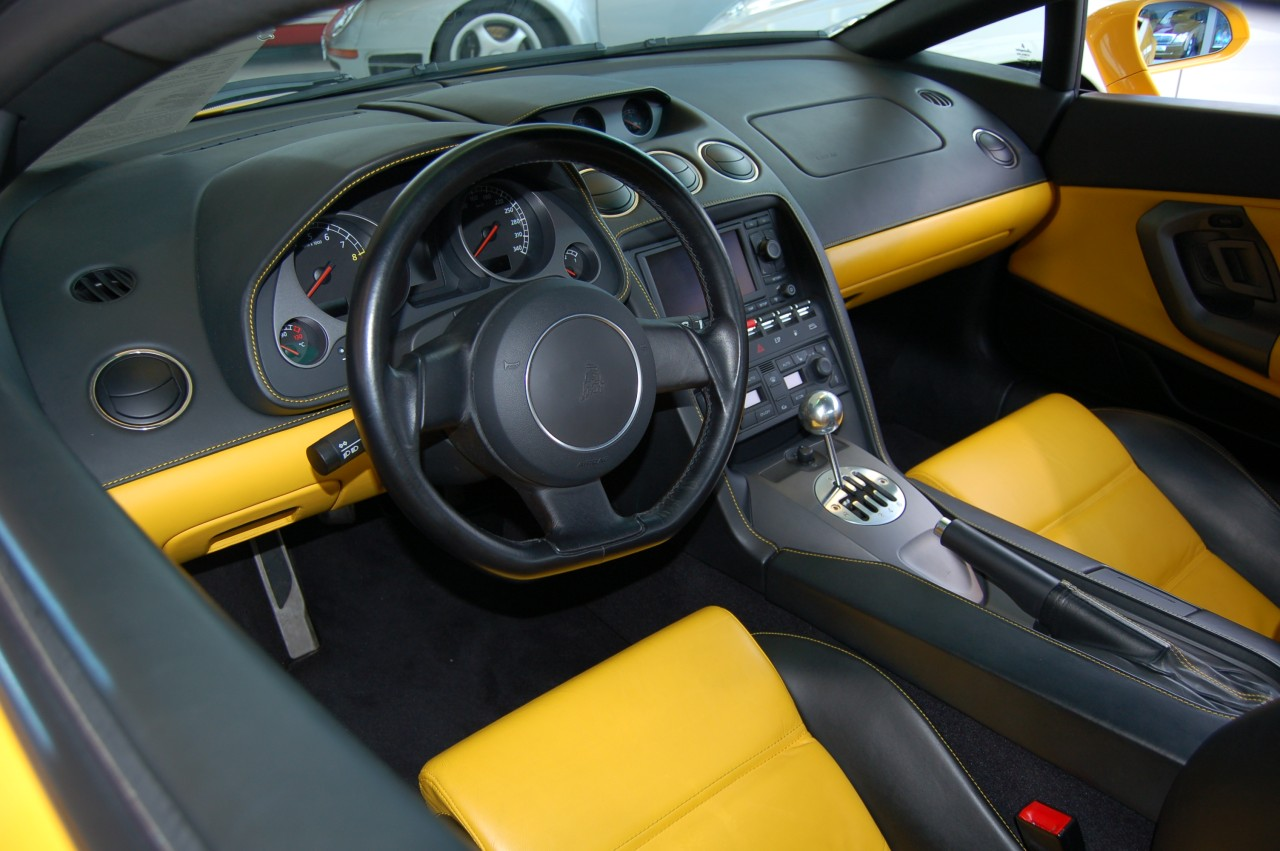
Interiér Gallarda v černé a žluté barvě
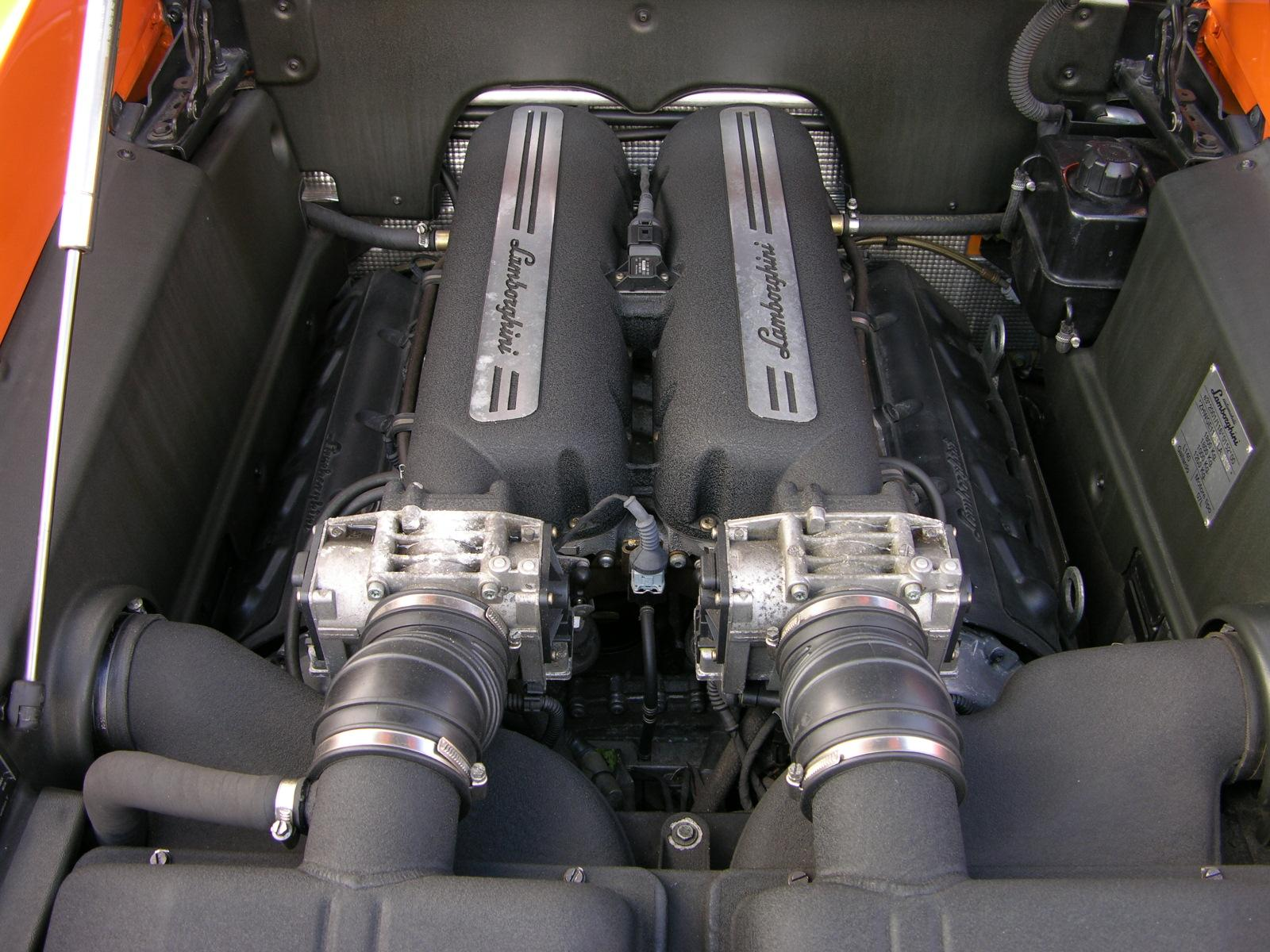
Motor

### Concept S a Gallardo Spyder

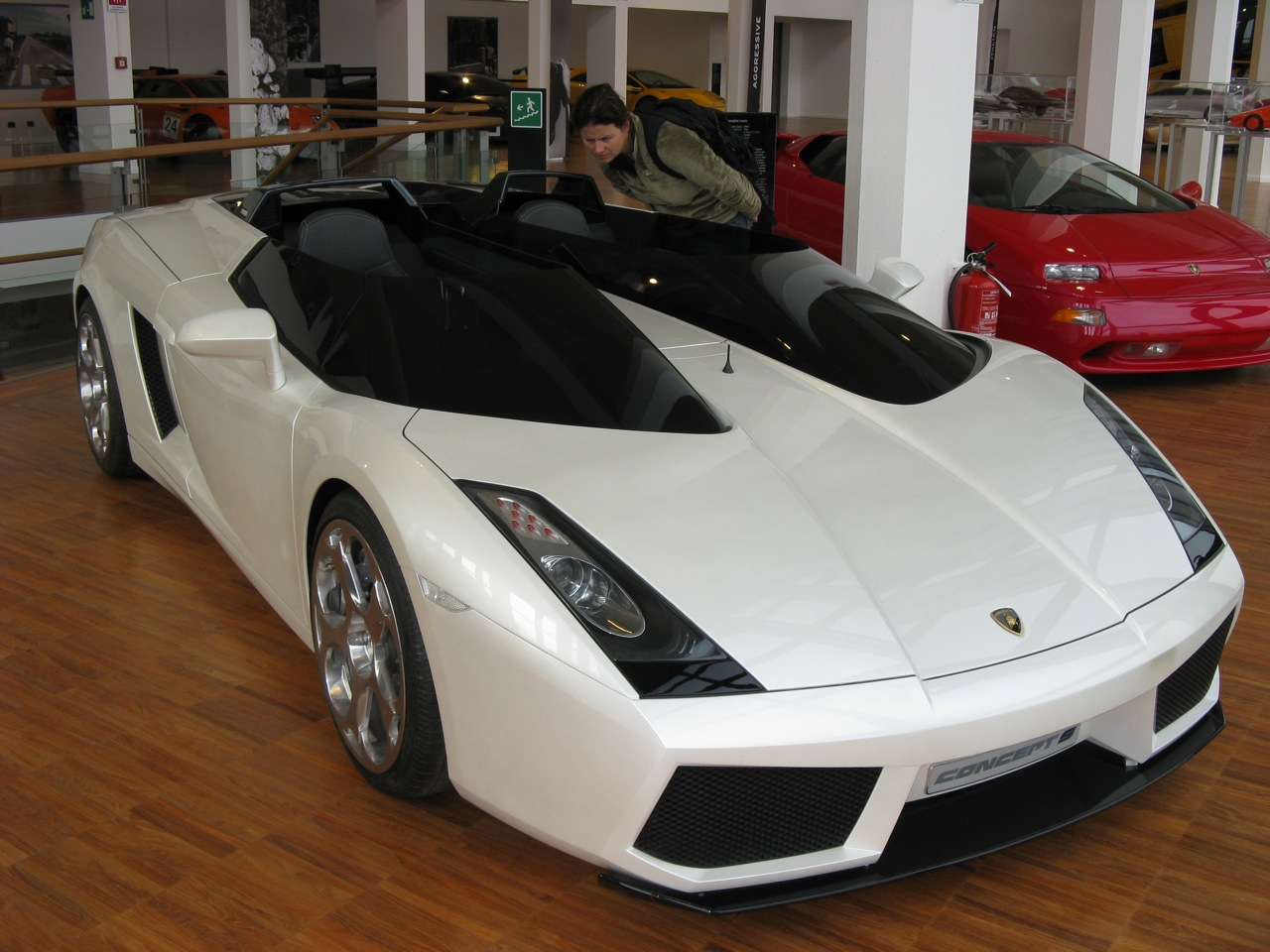
Lamborghini Concept S

V roce 2005 v Ženevě představilo Lamborghini Concept S, roadster na bázi Gallarda s rozděleným čelním sklem a odděleným prostorem řidiče a spolujezdce. Spekulovalo se, zda se koncept v nezměněné podobě dostane do výroby pod názvem Lamborhini Piton.

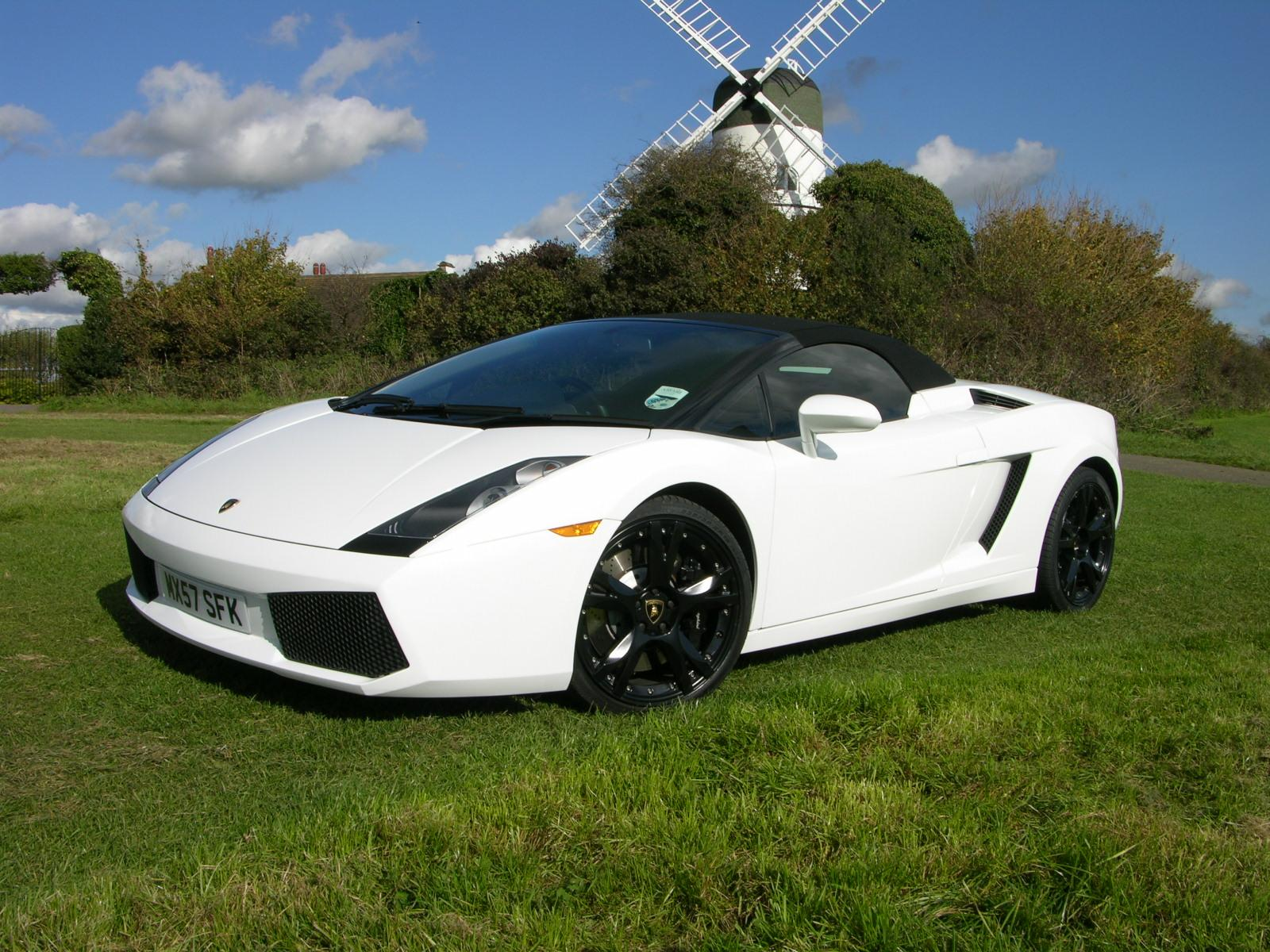
Lamborghini Gallardo Spyder

Od rozdělení prostoru pro řidiče a spolujezdce bylo nakonec upuštěno. Na konci roku 2005 bylo ve Frankfurtu odhaleno Lamborghini Gallardo Spyder. Počátkem roku 2006 se otevřené Lamborghini dostalo do výroby.
Technicky je Spyderu odvozen z kupé, pětilitrový desetiválec dosahuje výkonu 382 kW, Spyder díky němu zrychlí z 0 na 100 km/h za 4,3 sekundy a dosahuje maximální rychlosti 314 km/h, se staženou střechou pak „pouze“ 307 km/h. Převodovka Spyderu pochází ze speciální edice Gallardo SE. Otevřená verze je paradoxně těžší než klasické kupé, váží 1590 kg. Skládání plátěné střechy vozu je ovládáno elektrohydraulicky a trvá pouze 20 sekund.

### Facelift

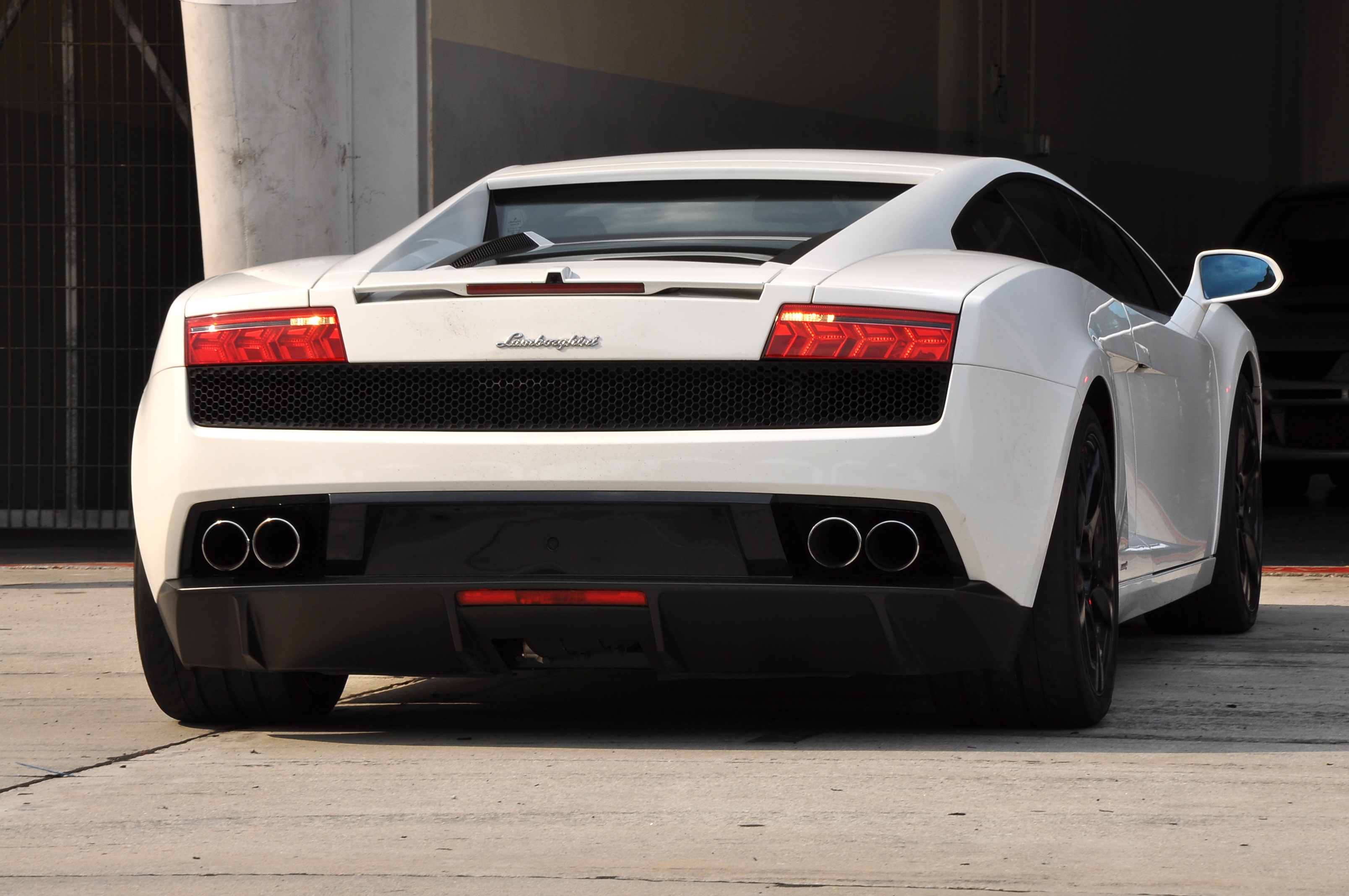
Lamborghini Gallardo LP 560-4

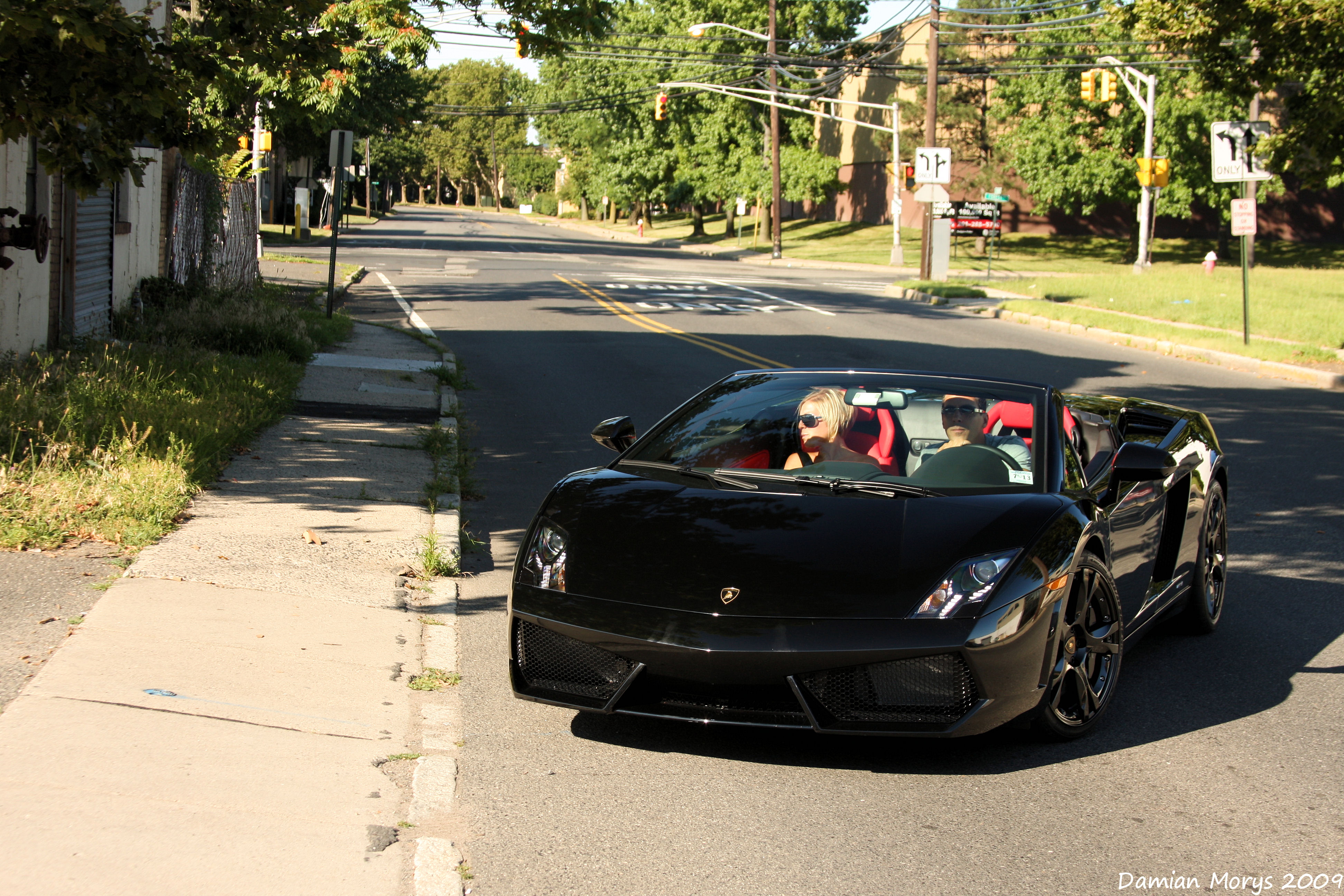
Lamborghini Gallardo LP 560-4 Spyder

V roce 2008 bylo v Ženevě odhaleno faceliftované kupé Lamborghini Gallardo LP 560-4, na podzim téhož roku byl představen i modernizovaný Spyder. Kromě agresivnějšího designu který v mnohém připomíná Lamborghini Reventón se Gallardo dočkalo i nového motoru s vyšším výkonem.
Důležité změny se dotkly přední části vozu. Příď se zašpičatila, změnily se typické nasávací otvory vzduchu a na přední světlomety byla použita kombinace LED a xenonu. Zadní světlomety přestaly zasahovat přes horní část kapoty a změnil se i vývod horkého vzduchu pod nimi. Designové změny zadních partií měly vést k optickému snížení vozu. Téměř nezměněn zůstal interiér, kde byly upraveny budíky a mírné změny doznaly i ovládací přepínače. Rozšířila se paleta jemných kůží čalounění.
Objem desetiválce byl zvýšen u obou karosářských verzí na 5204 cm3. Motor by měl lépe reagovat v celém spektru otáček. Maximální výkon se zvedl na 412 kW při 8000 ot./min. (560 k – odtud označení LP 560-4, čtyřka odkazuje k pohonu všech čtyř kol) a 560 Nm při 6500 ot./min. Maximální rychlost kupé se zvedla na 325 km/h. Z 0 na 100 km/h kupé zrychlí za 3,7 s, na 200 za 11,8 s. Přestože hmotnost samotného motoru se zvedla o 10 kg, hmotnost uzavřené verze klesla o 20 kg (na 1410 kg). Aerodynamika modernizovaného modelu by měla být o 31 % efektivnější. Změny by měly pomoci snížit emise CO2. Změnou prošla jak manuální, tak i sekvenční převodovka E-gear, poskytující o dvě pětiny vyšší rychlost řazení. Nový je i podvozek a pohon všech kol.
Gallardo LP 560-4 Spyder oproti kupé zrychlí z 0 na 100 km/h o 0,3 s déle (za rovné 4 sekundy), akcelerace na 200 km/h trvá déle o 1,3 s. Maximální rychlost je nižší pouze o 1 km/h.
Cena modernizovaného kupé začíná na 173 740 € (přibližně 4,4 milionu Kč).

## Limitované edice
Gallardo se dočkalo řady limitovaných edicí se zvláštními jízdními vlastnostmi nebo upraveným vzhledem a to jak přímo od Lamborghini, tak od úpravců jako Hamann, IMSA nebo Momo.

### SE

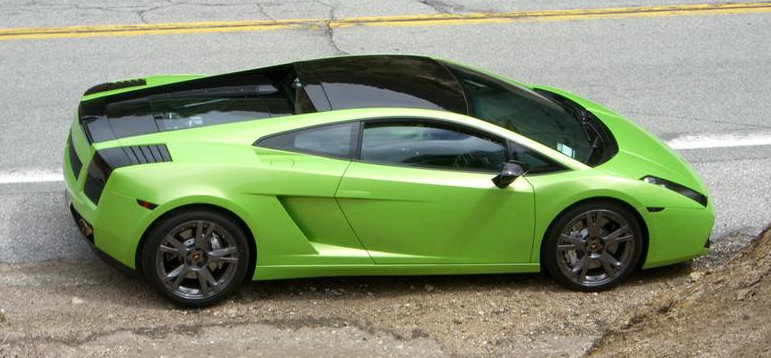
Gallardo SE v barvě Verde Ithaca z roku 2006

Koncem roku 2005 byla představena omezená dvousetpadesátikusová série Gallardo SE (Special Edition), od běžného Gallarda se na první pohled liší dvojbarevným provedením. 
Pro Gallardo SE připravilo Lamborghini paletu šesti barev: dva odstíny šedé, bílou (Balloon white), žlutou (Giallo Midas), oranžovou (Arancio Borealis) a zelenou (Verde Ithaca). Šestici barev doplnila černá barva (Nero Noctis), použitá na střeše, kapotě motoru, předním a zadním spojleru a na zpětných zrcátkách. Interiér je taktéž dvoubarevný, kombinující černou barvu s barvou převládající v exteriéru. Koncová světla jsou lehce zabarvena. Brzdové třmeny jsou lakované šedou nebo žlutou barvou. 
Nově se na voze objevila kola Callisto s pneumatikami Pirelli. Gallardu SE byla do výbavy dána také kamera pro snazší couvání. Manuální šestistupňová převodovka byla pro SE verzi přepracována, za příplatek je k dispozici robotizovaná převodovka E-gear.
Lamborghini Gallardo SE přišlo na trh s cenou 141 500 €.

### Nera
Gallardo Nera bylo představeno na Pařížském autosalonu v roce 2006. Jízdní vlastnosti a výkon má stejný jako Gallardo SE (382 kW). Dostupné je pouze v černé barvě, černá je použita i na kola a v interiéru, kde jsou ale i kontrastní bílé prvky. Brzdné kotouče jsou nabarvené speciální stříbrnou. Bylo jich vyrobeno pouze 185, 60 z nich bylo určeno pro americký trh.

### Superleggera

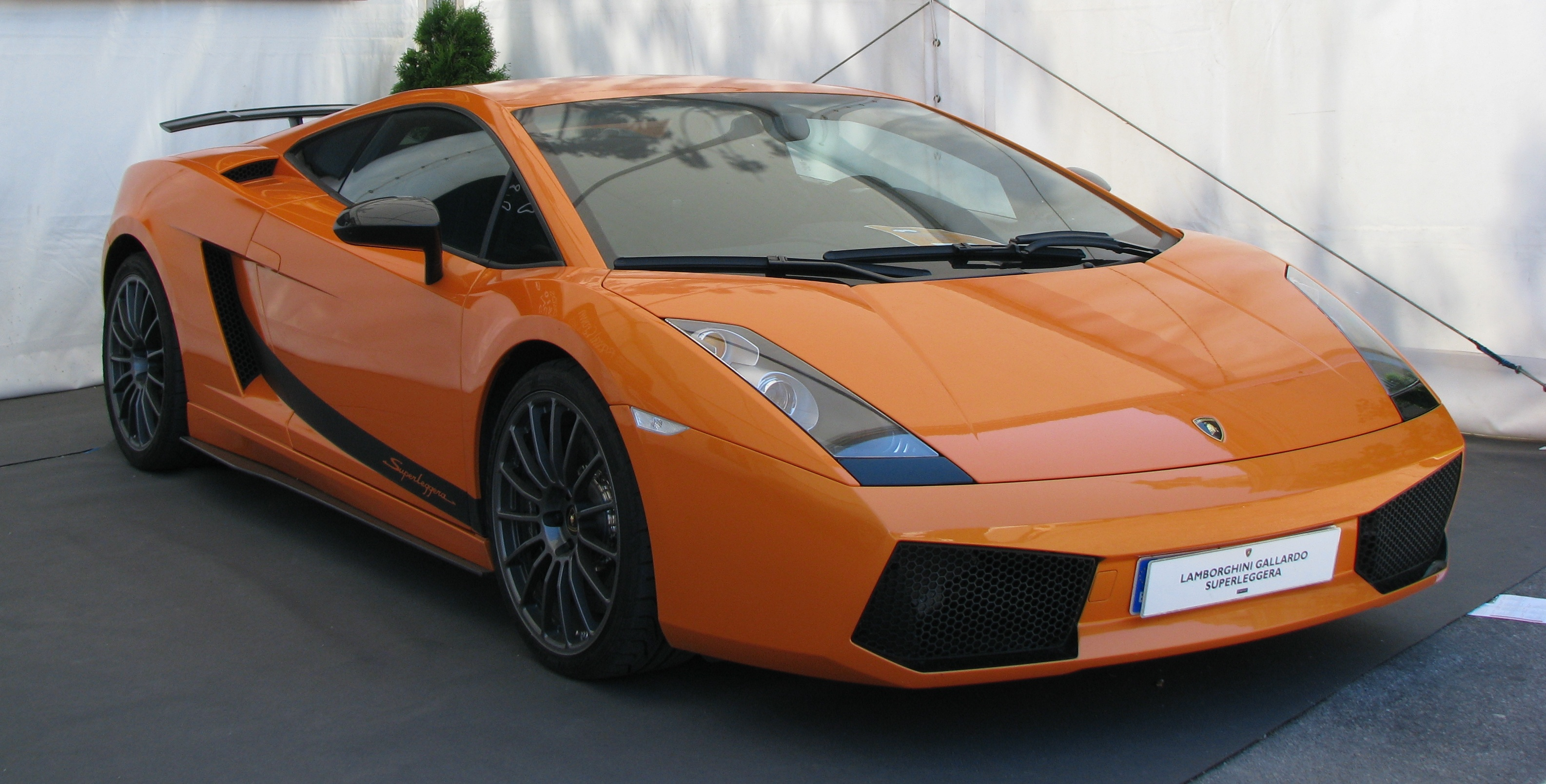
Lamborghini Gallardo Superleggera

Speciální verze Gallardo Superleggera, byla odhalena roku 2007 na Ženevském autosalonu a svými parametry se zařadila mezi vozy jako Ferrari 430 Challenge nebo Porsche 911 Turbo. Konec edice nastal s nástupem modernizovaného Gallarda LP560-4 v roce 2008.
Superleggera je označení pro odlehčené verze vozů Lamborghini. Prvním automobilem nesoucím toto přízvisko byla odlehčená verze Lamborghini 350 GT z roku 1964.
Modelu Superleggera se vyrobilo pouze 172 kusů, z toho 10 kusů v bílé, 34 v šedé, 37 v černé, 45 ve žluté a 46 v oranžové barvě. Od klasického provedení Superleggeru opticky odlišuje černý pruh na boku a prvky z uhlíkového kompozitu.
Superleggera se oproti původnímu Gallardu lišila o 100 kg lehčí karosérií. Nižší hmotnosti bylo dosaženo díky použití uhlíkového kompozitu na panely dveří, víko motoru, difuzor, krytí spodku vozu, středový tunel, nosné skořepiny sedadel a vnější zpětná zrcátka. Na průhledné části krytu motoru a také na některá skla vozu byl použit místo skla lehčí polykarbonát.
Podobně jako základní model, má i Superleggera pohon všech kol a pod kapotou desetiválec, motor oproti klasické verzi však dosahuje výkonu o 10 kW vyššího, tedy 390 kW při 8000 ot/min a točivého momentu 510 Nm při 4250 ot/min. Z 0 na 100 km/h tak Superleggera zrychlí za 3,8 sekundy, maximální dosažitelná rychlost je 315 km/h.

### LP 550-2 Valentino Balboni

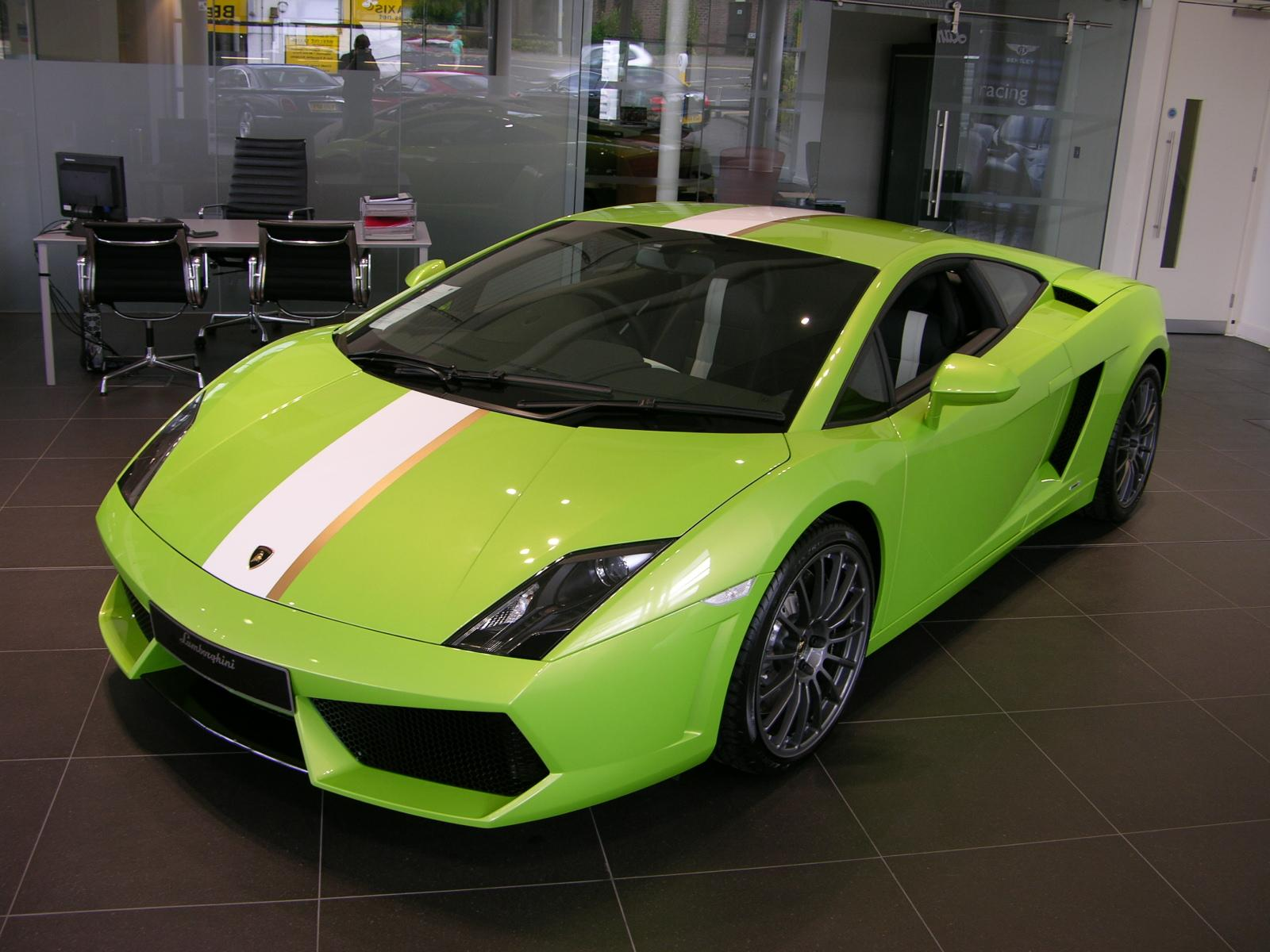
Gallardo LP 550-2 Valentino Balboni

Edice 250 kusů s označením LP 550-2 představená v roce 2009 má náhon pouze na zadní kola a o něco nižší výkon než sériová verze, zato má pohotovostní hmotnost pouhých 1 380 kg. Tato edice byla pojmenována podle testovacího jezdce Lamborghini Valentina Balboni, který pro automobilku pracoval 42 let. Najal ho sám Ferrucio Lamborghini v roce 1967 a zaměstnancem firmy byl až do letošního odchodu do důchodu.

### LP 570-4 Superleggera a Spyder Performante
V roce 2010 odhalilo Lamborghini druhou generaci Superleggery. Hmotnost se oproti sériovému modelu snížila o 70 kilogramů. Změnil se přední nárazník a nad zádí přibyl karbonový spoiler. Maximální rychlost je 325 km/h. Zrychlení z 0 na 100 vůz zvládne za 3,4 sekundy, podle automobilky. Ale fastestlaps.com uvádí za 3,2 s. Z 0 na 200 za 10,2 s.
Na podzim 2010 se odlehčené verze s 570 koňmi dočkal i Spider, ta nese označení LP 570-4 Spyder Performante. O 65 kg lehčí model dosahuje výkonu 419 kW a točivého momentu 540 Nm. Z 0 na 100 km/h zvládne zrychlit za 3,9 s. Ručička tachometru se zastaví na 324 km/h. K dispozici je šestistupňová automatická převodovka e-gear, nebo manuál za stejnou cenu. Využity byly kompozitní materiály vyztužené uhlíkovými vlákny. Designeři si pohráli s přídí, bočními prahy i zadním difuzorem, kapotu ozdobili dvěma krátkými úzkými proužky. Podlaha vozu je zcela zakrytovaná. Automobil nesou lehká 19" kola obutá do pneumatik Pirelli P Zero Corsa.

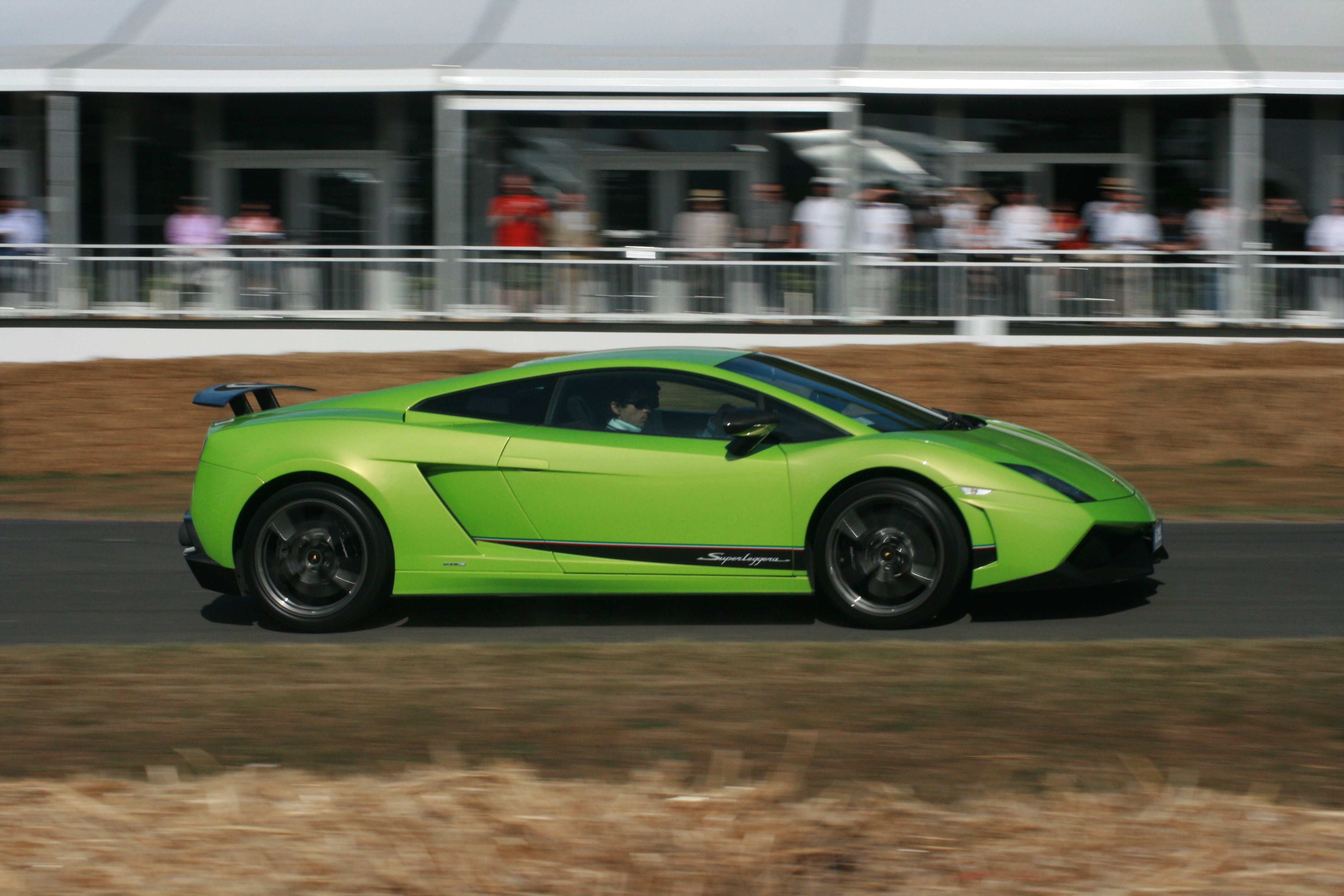
Gallardo LP 570-4 Superleggera
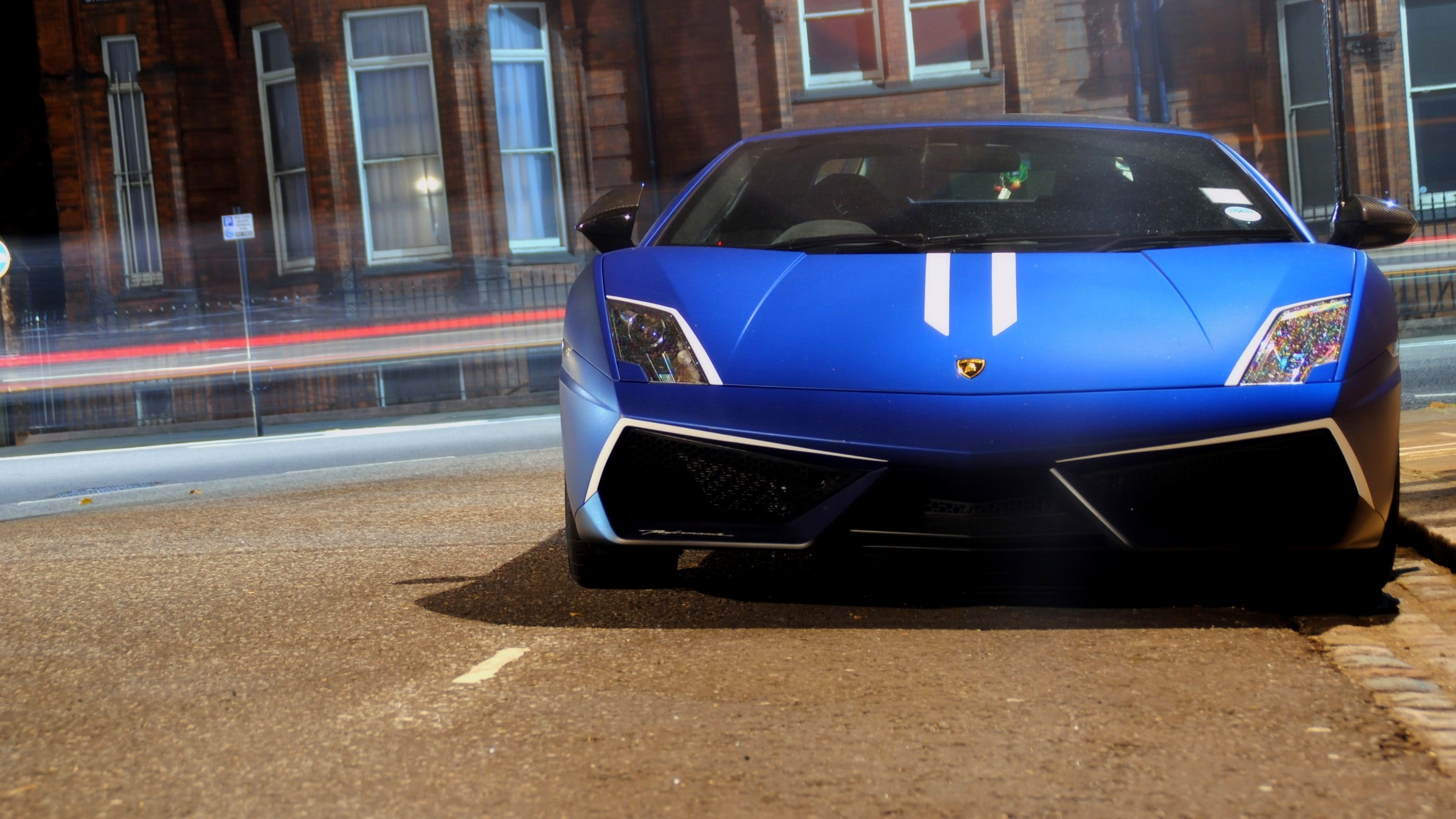
Gallardo LP570-4 Spyder Performante
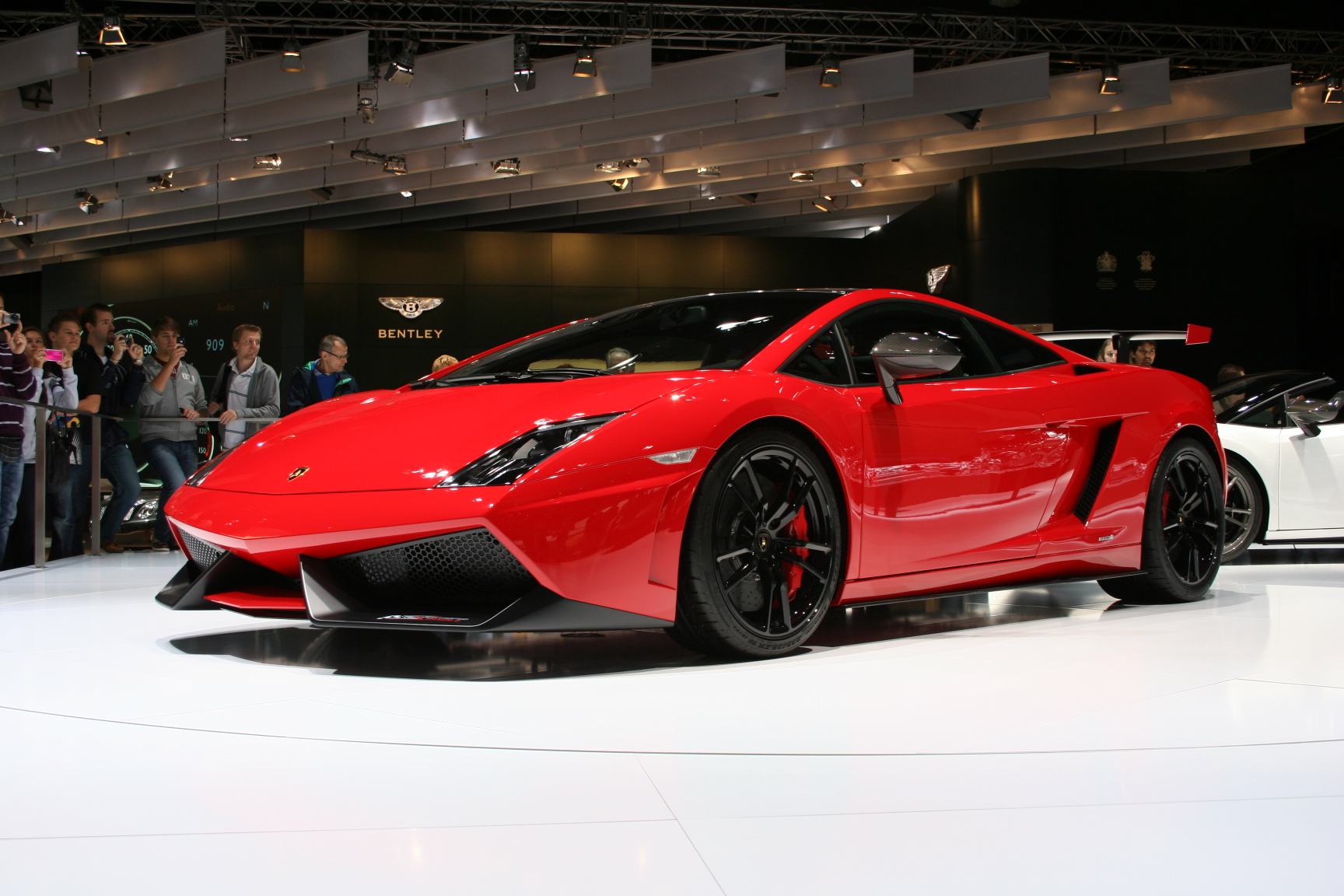
Gallardo LP 570-4 Super Trofeo Stradale

## Gallardo ve službách policie

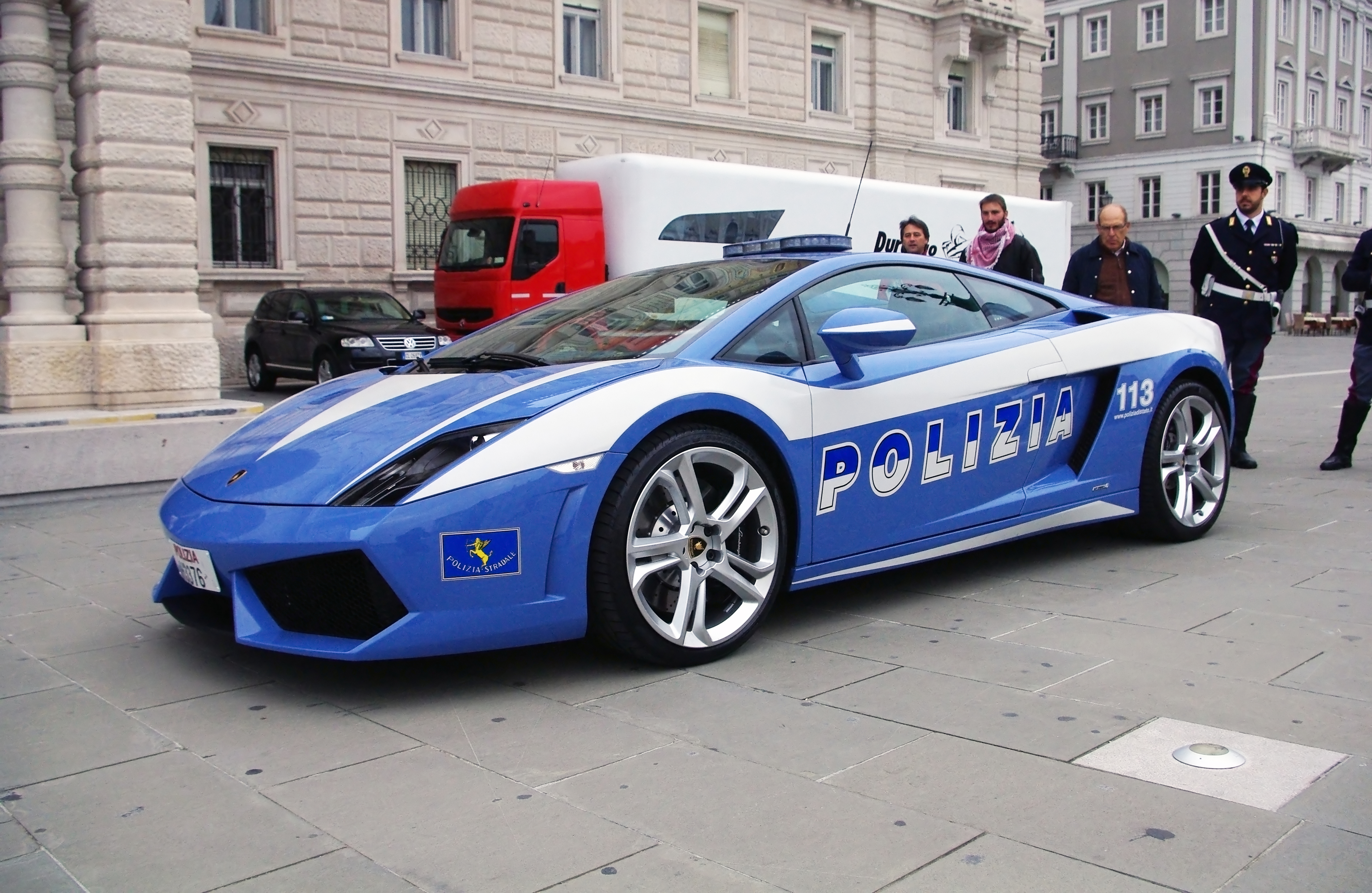
Gallardo italské policie

V roce 2004 dostala speciálně upravený model dopravní policie v Kalábrii.